# St. Benny the Dip
St. Benny the Dip (conosciuto anche col titolo Escape If You Can) è un film del 1951, diretto da Edgar G. Ulmer. 

## Trama
A New York i tre simpatici ladri Benny, Matthew e Monk, inseguiti dalla polizia, trovano riparo in una chiesa, dalla quale riescono poi a fuggire vestiti da preti, eludendo gli inseguitori. Il pacato reverendo Miles, avvertito dal giovane sacerdote Wilbur, è a conoscenza del fatto, ma non lo riferisce alla polizia.
I tre fuggitivi passano la notte in un caseggiato abbandonato di Bowery, in compagnia di un senzatetto e di un musicista ubriaco che, col suo contrabbasso, ha evidentemente perduto la strada di casa. Qui vengono sorpresi dal poliziotto di quartiere, il sergente Monahan, che però li scambia per veri sacerdoti, e racconta loro che un tempo l'edificio ospitava la missione defunto padre Smith, molto ben voluto dalla popolazione locale. Monahan chiede infine a Benny di riaccompagnare a casa il musicista. Qui Benny incontra Linda, la figlia del contrabbassista, e ne rimane colpito.
Il mattino seguente, di buon'ora, i tre falsi preti sono svegliati dal sergente Monahan e da una quantità di abitanti del quartiere che si accingono a rendere di nuovo utilizzabile l'appartamento, convinti che i tre finti religiosi vogliano rimettere in funzione la missione di un tempo. I tre si ritrovano quindi intrappolati in questa nuova esperienza, e nei giorni seguenti lavorano alla mensa per i poveri che viene allestita nel caseggiato, non mancando di leggere la Bibbia ai convenuti per i pasti di beneficenza, riscuotendo un vero successo come benafacenti predicatori.
Mentre Benny fa la corte a Linda, che, dopo aver appreso che non è un vero sacerdote, gli chiede di sposarlo, provocandogli un'apprensione profonda, Monk fa visita alla moglie, che aveva abbandonato coi due figli in fasce tempo prima, deciso a cambiar vita, e riprende il suo rapporto da uomo onesto con la moglie e i figli ormai grandicelli. Un giorno alla missione rimane Matthew, al quale un vecchio consegna una gran quantità di denaro pregandolo, nella sua qualità di fidato servo di Dio, di farlo avere ad una parente. Matthew ha fatto le valigie e sta per lasciare la missione, quando è sorpreso sull'uscio dal reverendo Miles e dal sergente Monahan, che conoscono perfettamente la sua identità, e gli propongono di continuare il suo lavoro alla mensa, quale modo di espiare le proprie malefatte. Matthew, che intanto ha consegnato di sua spontanea volontà il denaro al sacerdote, non può che accettare, contento.
Benny, convinto di essere un irrefrenabile vagabondo per natura, e spaventato dalla proposta di Linda, sta per partire, quando, in un ripensamento, va da lei a salutarla. Lì però, sotto gli occhi vigili di Monahan e Miles che lo spiano dalla finestra per appurare le sue sincere intenzioni, viene conquistato definitivamente dalla donna, dando addio in tal modo anch'egli alla criminalità. 

## Produzione
Il film si apre con una delle rare descrizioni dell'area marittima dell'East River di New York prima che diventasse l'attrazione turistica nota col nome South Street Seaport. In St. Benny the Dip Freddie Bartholomew, noto in precedenza come attore bambino, ha recitato il suo ultimo ruolo cinematografico.
Il film è uscito il 24 ottobre 1951 negli Stati Uniti.